# Meliwillea bivea
Meliwillea bivea là một loài Hymenoptera trong họ Apidae. Loài này được Roubik, Lobo Segura & Camargo mô tả khoa học năm 1997.